# Cantone di La Maná
Il cantone di La Maná è un cantone dell'Ecuador che si trova nella provincia del Cotopaxi.
Il capoluogo del cantone è La Maná.